# Rue Marengo (Marseille)
Pour les articles homonymes, voir Marengo.
La rue Marengo est une voie marseillaise située dans le 6e arrondissement de Marseille. 

## Situation et accès
Elle va de la rue des Bergers au boulevard Baille.
Cette rue se situe dans le quartier Lodi. Elle mesure 585 mètres de long pour 14 de large. Elle est à double sens jusqu'à l'intersection avec la rue Perrin-Solliers, ensuite à sens unique sur toute sa longueur.

## Origine du nom
La rue doit son nom à la bataille de Marengo, qui vit s'opposer le 14 juin 1800 les forces de Napoléon Bonaparte face à l'armée impériale du Saint-Empire romain germanique.

## Historique
La rue est classée dans la voirie de Marseille le 28 avril 1855. Au XVIIIe siècle s'y installent des familles de négociants égyptiens.   
Elle a porté antérieurement le nom de « rue Grande » puis de « rue grande Marengo ». Elle prend son nom actuel par délibération du Conseil municipal du 8 avril 1808.

## Bâtiments remarquables et lieux de mémoire
- Le numéro 1 abrite l'Œuvre hospitalière de François Massabiau de 1872 à 1882[1].
- Au numéro 15 ouvre en 1832 le Couvent des Sœurs de Saint-Joseph de l'Apparition, qui sont les premières religieuses à se rendre en Algérie et dans les villes d'Afrique noire et d'Asie ; l'édifice est démoli après la Seconde Guerre mondiale[1].
- Au numéro 83 se trouve la salle de théâtre "l'Art Dû".
- numéros 97-99 : La Comex y était installée jusqu'en 1975.